# Hyalinobatrachium vireovittatum
Hyalinobatrachium vireovittatum är en groddjursart som först beskrevs av Priscilla Hollister Starrett och Savage 1973.  Hyalinobatrachium vireovittatum ingår i släktet Hyalinobatrachium och familjen glasgrodor. IUCN kategoriserar arten globalt som otillräckligt studerad. Inga underarter finns listade i Catalogue of Life.